# Non, ou a Vã Glória de Mandar
Non, ou a Vã Glória de Mandar és una pel·lícula portuguesa del 1990 dirigida per Manoel de Oliveira.

## Argument
La pel·lícula, protagonitzada per Luís Miguel Cintra i Miguel Guilherme, representa una sèrie de derrotes de tota la història militar de Portugal: l'assassinat de Viriat, la batalla de Toro, l'intent fallit de la Unió Ibèrica sota Alfons de Portugal i Isabel d'Aragó i de Castella i la batalla de Kasr al-Kabir – i l'episodi de l'Illa de l'amor d'Els Lusíades, que s'expliquen a través de salts enrere com els relata un tinent professor portuguès mentre marxa a través d'un territori d'ultramar africà portuguès el 1974, durant la Guerra colonial portuguesa (1961–74). Fàcilment atrau els seus companys a reflexions filosòfiques, mentre que el petit contingent pateix atacs sorpresa per part de grups de guerrillers independentistes.
Es va projectar fora de competició al 43è Festival Internacional de Cinema de Canes.

## Repartiment
- Luís Miguel Cintra – 2n tinent. Cabrita, Viriat, Dom João of Portugal
- Diogo Dória – Soldat Manuel, guerrer lusità, cosí de Dom João
- Miguel Guilherme – Soldat Salvador, guerrer lusità, guerrer a Kasr al-Kabir
- Luís Lucas – Caporal Brito, guerrer lusità, noble de Kasr al-Kabir
- Carlos Gomes – Soldat de Pedro, guerrer d'Alcàsser
- António S. Lopes – Soldat, guerrer lusità, guerrer d'Alcàsser
- Mateus Lorena – Dom Sebastião
- Lola Forner – Princesa Dona Isabel
- Raúl Fraire – Dom Afonso
- Ruy de Carvalho – Predicador al funeral, guerrer suïcida (com a Rui de Carvalho)
- Teresa Menezes – Venus (com Teresa Meneses)
- Leonor Silveira – Tetis
- Paulo Matos – Operador de ràdio, Vasco da Gama, Camões
- Francisco Baião – Príncep Dom João
- Luís Mascarenhas – Dom Afonso V
- Duarte de Almeida – Baró d'Alvito